# علي دليمي
الشيخ علي الدليمي واسمه الكامل علي دليمي شلال الغريري الشمري هو سياسي عراقي، كان نائبا عن لواء بغداد لعدة دورات في العهد الملكي في العراق.

## نسبه وأولاده
هو علي بن دليمي بن شلال بن محمد بن عكل بن ناصر بن عبود بن خميس بن مطر بن سبتي بن خزعل بن علي حمد بن حسين بن مصلح.[بحاجة لمصدر]
أما أولاده فهم مبدر وعبد الله وعبيد ومظهر وظاهر ونواف وإبراهيم ومحمد.[بحاجة لمصدر]
وفي 26 تشرين الأول 2004، اغتيل ولده الشيخ ضاري علي دليمي الغريري في المحمودية.

## نشاطه الإداري والسياسي
كان الشيخ علي دليمي شلال الغريري شيخا لعشائر الغرير ومقيما في قضاء المحمودية، حيث كانت المحمودية قصبة تابعة إلى قضاء الكاظمية، وفي عام 1926 تشكلت أول حكومة محلية في المحمودية برئاسته.
شغل عضوية مجلس النواب العراقي عدة مرات، أولها سنة 1936. الشيخ علي دليمي هو حفيد مشايخ الغرير اب عن جد فقد كان معروف بالشهامه والبساله وكان شجاع جدا.كان يمتلك مساحات من الأراضي الزراعيه الشاسعه تمتد من جنوب بغداد حتى شمال الحله .فقد كان يدير أرضه ليل نهار ويتفقد أراضيه وهو راكبا حصانه وكانت هذه الأراضي تسمى المقاطعات .هو كان شيخ المقاطعات مع أخيه محمد دليمي .بنى قلعه كبيرة داخلها شيد سته قصور لااولاده وكان له من الخدم والعبيد الكثير.عند مجيء النظام الجمهوري تمت ازاله انظمه الإقطاع بالكامل واستولت الدوله على كل الأراضي التابعه للااقطاعيين وأبقت لهم القليل منها فقط .

## وفاته
توفي في حزيران 1961.